# 奧斯曼尼耶省
奧斯曼尼耶省（土耳其語：Osmaniye ili）是土耳其南部的一個省。面積3,767平方公里，2007年人口497,907人。首府奧斯曼尼耶。
1996年建省。下分七縣。